# Энгельбрехтсен, Корнелис
Корнелис Энгельбрехтсен (нидерл. Cornelis Engelbrechtsen или Cornelis Engebrechtsz., Engelbrechtsz., Enghelbrechtsz., Engelbertsz., род. 1462, Лейден, Нидерланды под властью Испании — 1527, Лейден, Нидерланды) — нидерландский живописец, рисовальщик и художник по стеклу эпохи Северного Возрождения. Работал в Лейдене. Учитель Луки Лейденского.

## Биография
Жизнь художника документирована архивными источниками. Карел ван Мандер, автор знаменитой «Книги о художниках» (Het Schilder-Boeck), посвятил ему отдельную биографию, но она содержит не столько события жизни, сколько описания его произведений.
Художник родился в Лейдене (или в его окрестностях) около 1462 года (по утверждению Карела ван Мандера в 1468 году; наиболее осторожные исследователи относят дату его рождения между 1460 и 1465 годами). Энгельбрехтсен считается первым крупным художником в Лейдене и одним из первых, использовавших масляные краски для живописи. Первое упоминание о нём в архивах как о живописце относится к 1482 году, когда он продал свою картину монастырю Hieronymusdal (также известному как Lopsen) в местечке Oegstgeest (вблизи Лейдена). Исследователи предполагают, что он был обучен живописи в этом монастыре; вполне возможно, что он проходил обучение в Брюсселе или Антверпене. Среди его возможных учителей называется фламандский художник Colijn de Coter, последователь Рогира ван дер Вейдена
В соответствии с архивными документами Корнелис Энгельбрехтсен проживал в Лейдене приблизительно с 1497 года до своей смерти. Корнелис Энгельбрехтсен с 1499 до 1506 год был членом городского ополчения лучников и с 1515 по 1522 год ополчения арбалетчиков. Около 1520 года он служил капитаном этого ополчения. Около 1487 года художник женился на Элизбет Питерсдр. У супругов было шестеро детей, в том числе трое сыновей, которые стали художниками.
Как наставник Энгельбрехтсен предоставлял свободу творческой фантазии своих учеников. Среди них были: Артген ван Лейден, Лукас ван Лейден и трое сыновей — Питер (ок. 1490—ок. 1560), Корнелис Младший (или Корнелис Корнеллис Кунст, 1493—1544, работал в Лейдене и Брюгге), Лукас (или Лукас Корнелис де Кок, 1495—1552, работал в Англии в правление короля Генриха VIII), получившие прозвания Кунсты (нидерл. kunst — искусство) Последние двое из них стали живописцами, Карел ван Мандер даже написал их биографии, но их картины не сохранились, старший из сыновей стал художником по стеклу).
Корнелис Энгельбрехтсен скончался между 11 февраля и 26 августа 1527 года (по данным Карела ван Мандера в 1533 году). Последние шесть лет был разбит параличом. После его смерти был предъявлен иск в отношении наследства, из документов явствует, что в собственности у него находилась значительная недвижимость.

## Особенности творческого наследия и его судьба
Энгельбрехтсен писал картины на религиозные сюжеты и алтарные композиции. Он мало интересовался достижениями итальянского искусства и был известен мастерски написанными портретами с психологической характеристикой персонажей своих многофигурных композиций и тщательностью отделки деталей картины. Для художника типичны сложные композиции, вытянутые формы тел, изысканно трактованные драпировки, необычные декоративные эффекты светотени.
Энгельбрехтсен не подписывал свои произведения. Карел ван Мандер упоминает три алтарные картины художника, две из них сохранились полностью, от третьей дошли только боковые створки:
- Триптих «Оплакивание Христа». Ок. 1508. Дерево, масло. 124.2 x 121.5 см (центральная панель), 122 x 56.7 см (боковые). Музей Лакенхаль, Лейден, inv. no. S94.
- Триптих «Распятие Христа». Между 1515 и 1518. Дерево, масло. 198.5 x 146 см (центральная панель), 182.5 x 66 см (боковые), 15 x 109 cm (пределла). Музей Лакенхаль, Лейден, inv. no. S93[8].
- Триптих «Откровение Святого Иоанна» (сохранились боковые створки). Ок. 1520. Дерево, масло. 162.5 x 55.5 см. Музей Лакенхаль, Лейден, inv. nо. S62.
- Также Карел ван Мандер упоминает алтарный складень «Поклонение волхвов», но сообщает о нём так мало, что отождествить с ним какой-либо из сохранившихся алтарей достаточно сложно.

Атрибуция художнику анонимных произведений того времени производится на основе стилевого сходства с данными работами. В последнее время художнику приписывается несколько портретов, среди них портрет Яна ван Эдена (1525), ранее считавшийся работой Яна Госсарта. Этот портрет входит в серию из девяти картин, изображающих членов Иерусалимского братства Утрехта.
Картины художника значительно пострадали во времена иконоборческого движения, а уцелевшие магистрат Лейдена разместил в ратуше в знак признания заслуг Энгельбрехтсена перед городом.
Внимание специалистов к творчеству художника привлёк Уолтер Гибсон своей докторской диссертацией, защищённой в Гарвардском университете и опубликованной в 1977 году. Ян Пит Фильдт Кок разделил творчество художника на два этапа, считая типичным произведением раннего этапа триптих «Оплакивание» 1508 года, предназначенный для Мариенпеля (Marienpoel), монастыря близ Лейдена; характерным произведением второго этапа он считает триптих «Распятие» предназначенный для того же монастыря и созданный, по его мнению, между 1517 и 1520 годами. На первом этапе наряду с влиянием художников Южных Нидерландов ощущается воздействие творчества Гертгена тот Синт Янса и художников Харлема, к нему относятся и небольшие тондо, свидетельствовавшие о увлечении художника живописью по стеклу. К этому второму этапу он относит картины, находящиеся под влиянием стиля Антверпенской школы (использование более тонких слоев краски и выполнения эскизных фонов, для того, чтобы можно было быстрее закончить и продать картины): «Император Константин и Елена» (Мюнхен), «Христос в доме Марфы и Марии», «Христос прощается с Матерью» (Амстердам), и «Призвание Святого Матфея» (Берлин)
Картины художника в настоящее время хранятся в крупнейших европейских музеях: в коллекции Рейксмюсеума (Амстердам), Музея истории искусств в Вене, в Музее Гетти в Лос-Анджелесе, в Старой Пинакотеке в Мюнхене, Метрополитен-музее в Нью-Йорке. Наиболее значительными с художественной точки зрения среди работ, приписываемых художнику считаются: «Распятие с донаторами, Святыми Петром и Маргаритой» в Метрополитен-музее; триптих «Поклонение волхвов» в Norton Simon Museum; триптих «Чудо с хлебами и рыбами» (утерян во время Второй мировой войны, сохранились чёрно-белые фотографии).

## Галерея

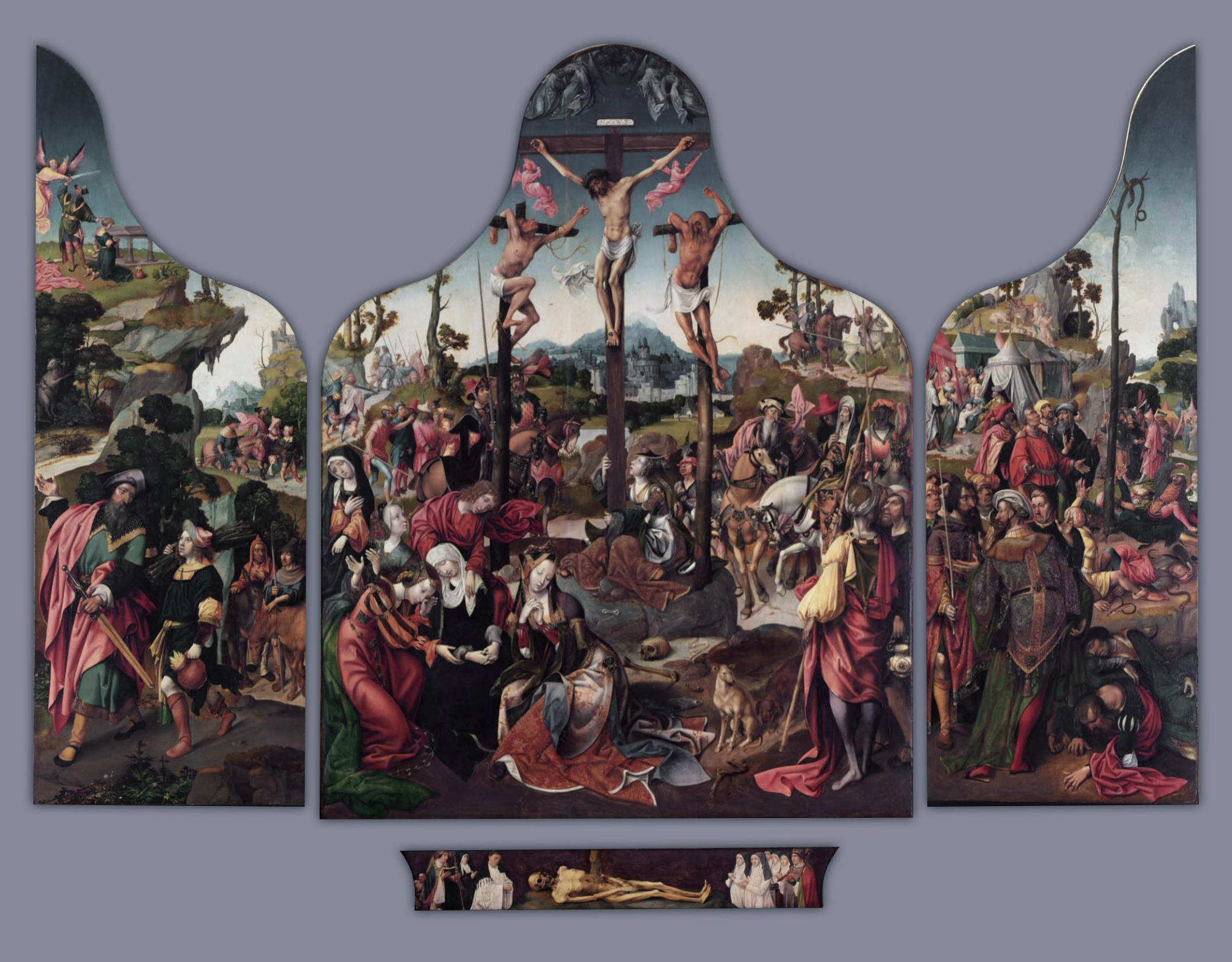
Распятие Христа. Триптих. Между 1510 и 1520. Дерево, масло. Музей Лакенхаль, Лейден
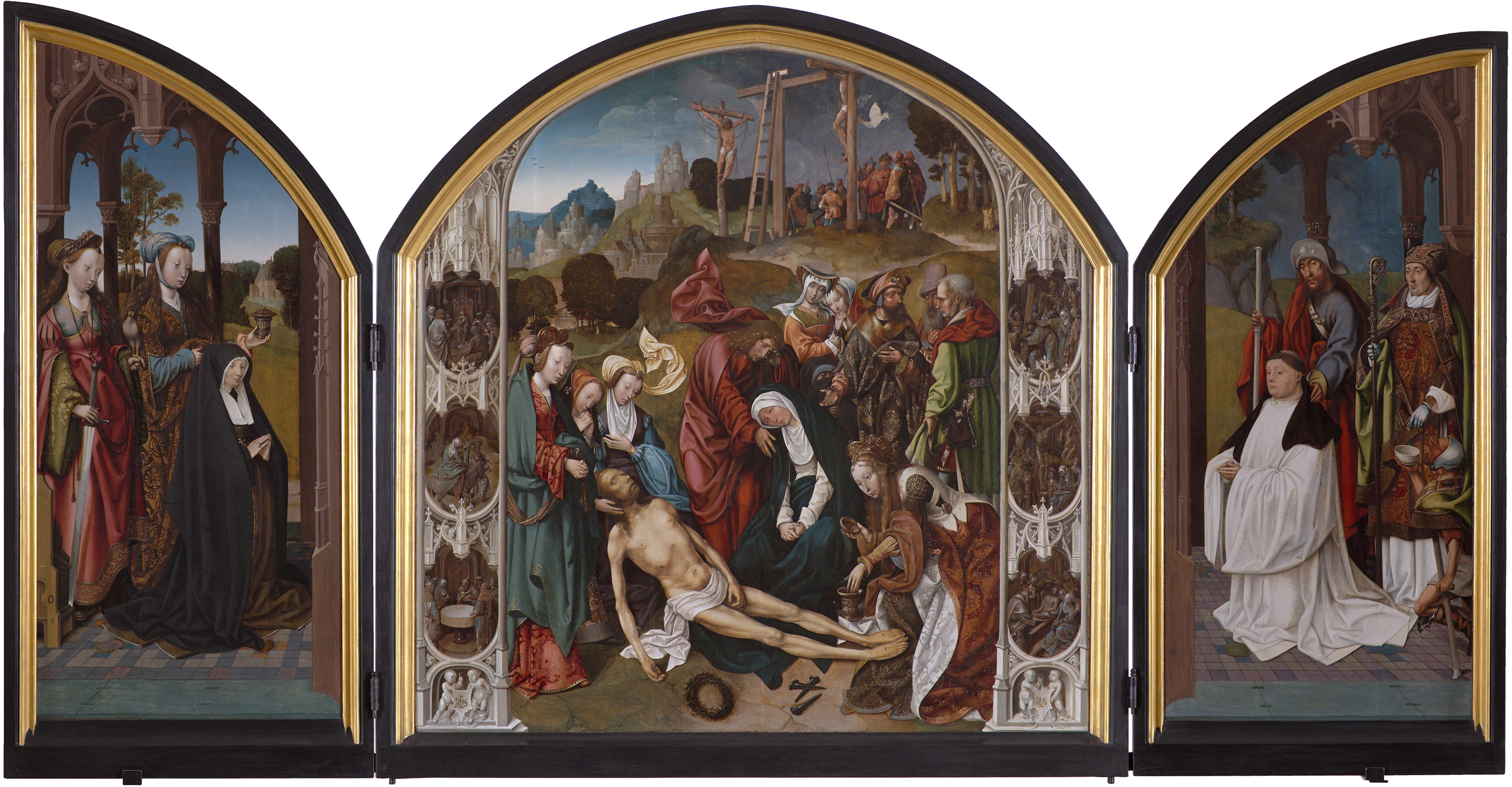
Оплакивание Христа. Триптих. Между 1508 и 1510. Дерево, масло. Музей Лакенхаль, Лейден
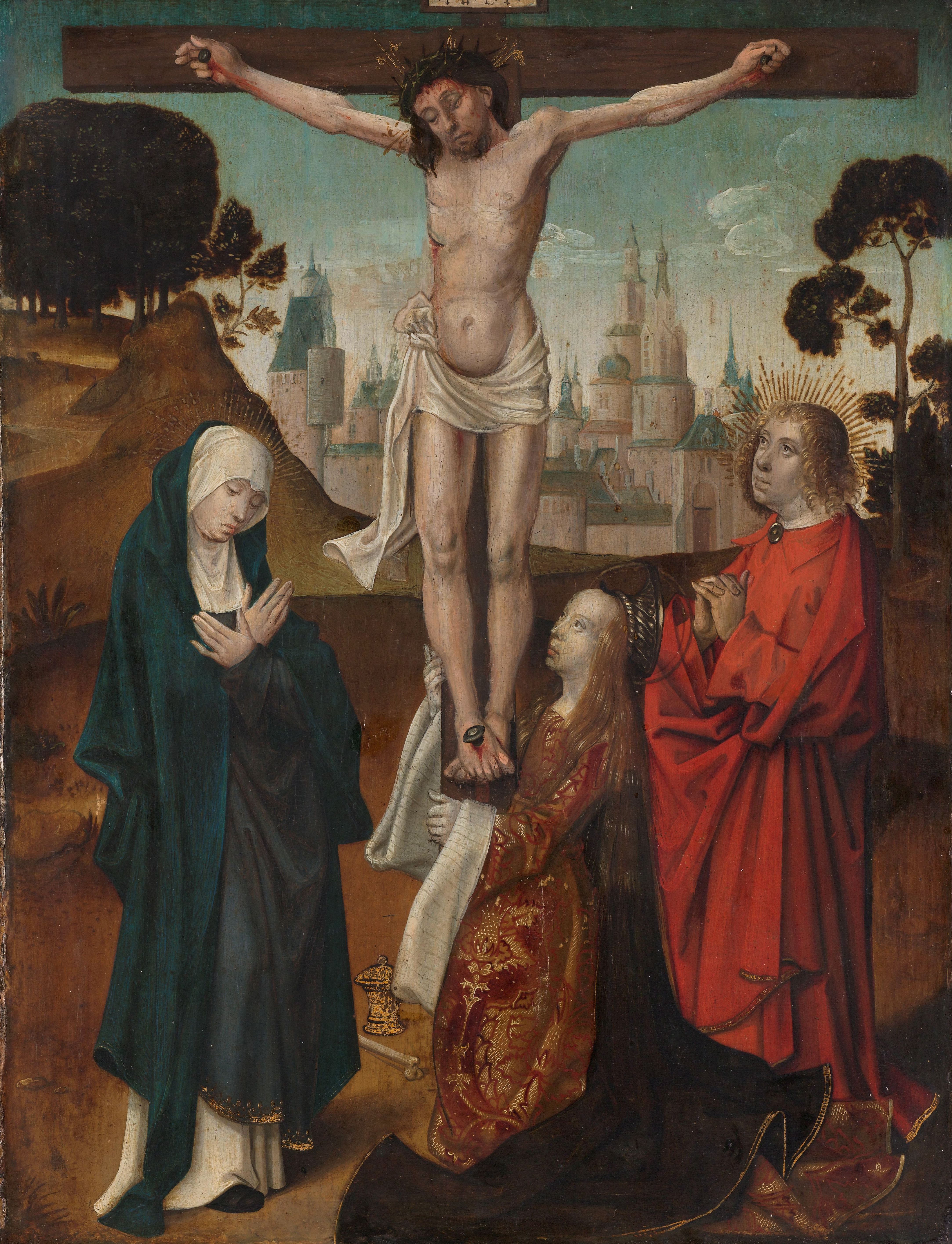
Распятие. Между 1510 и 1520. Дерево, масло. Рейксмюсеум, Амстердам
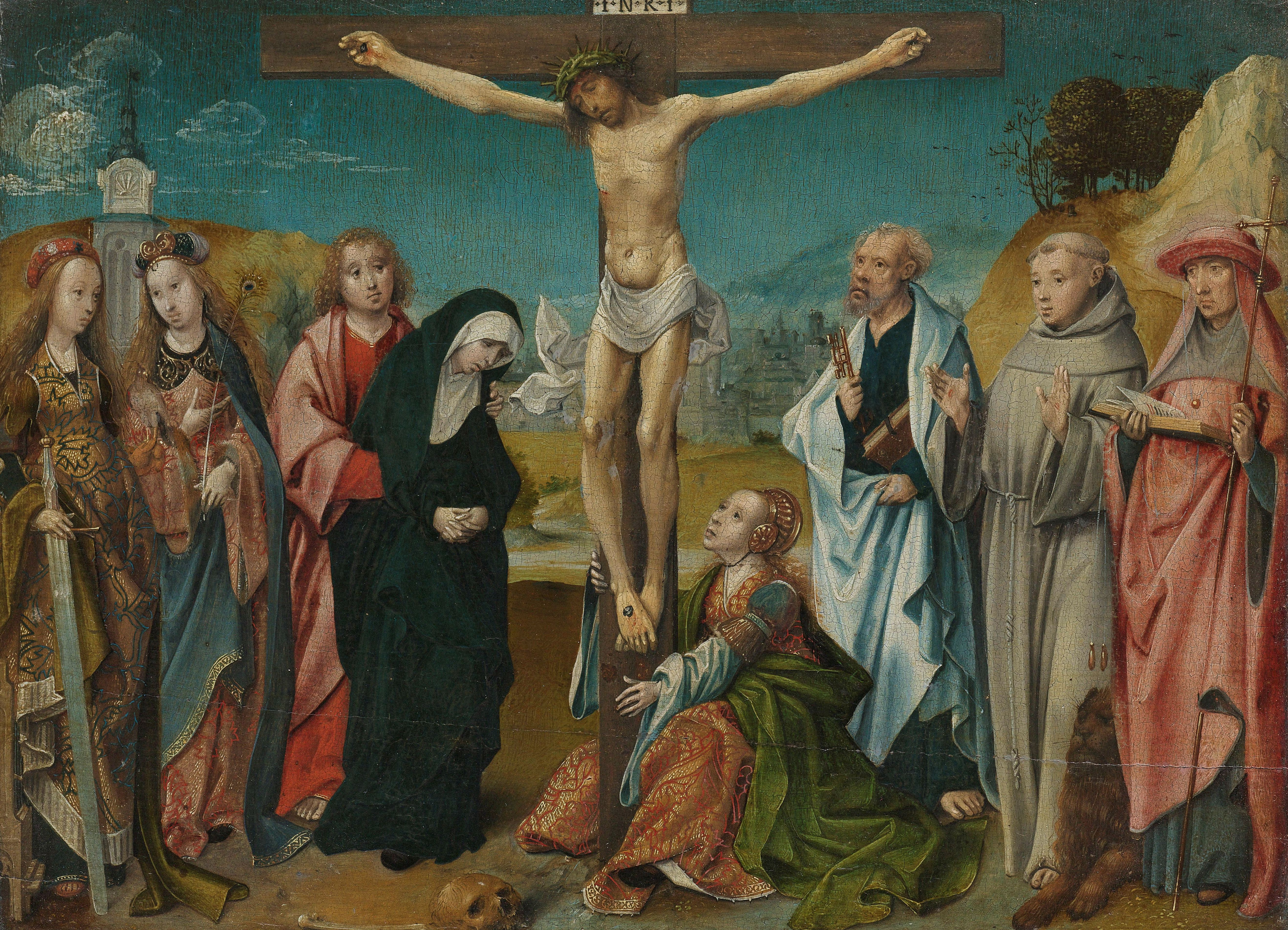
Распятие. Между 1505 и 1510. Дерево, масло. Рейксмюсеум, Амстердам
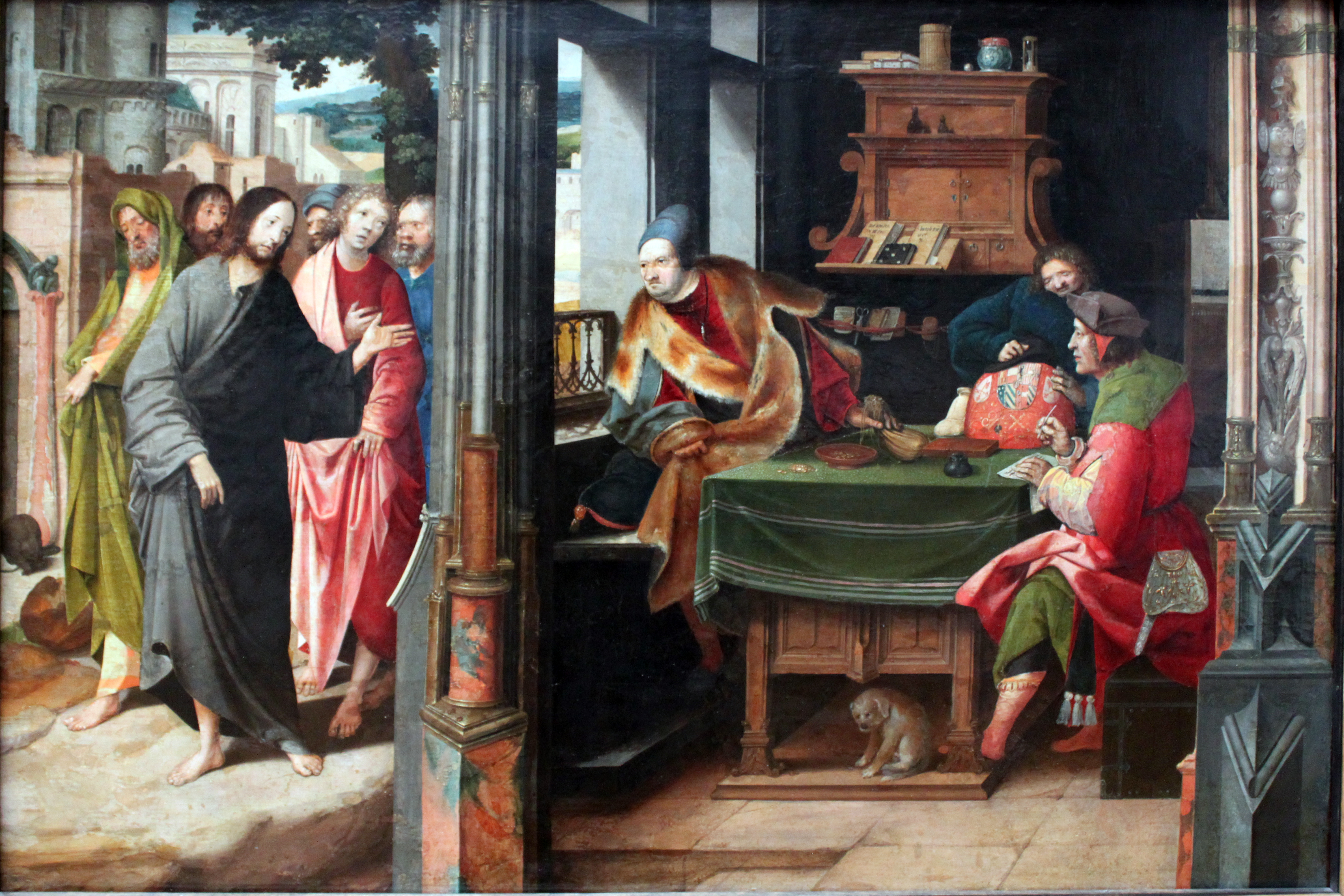
Призвание апостола Матфея (приписывается). 1515. Дерево, масло. Берлинская картинная галерея
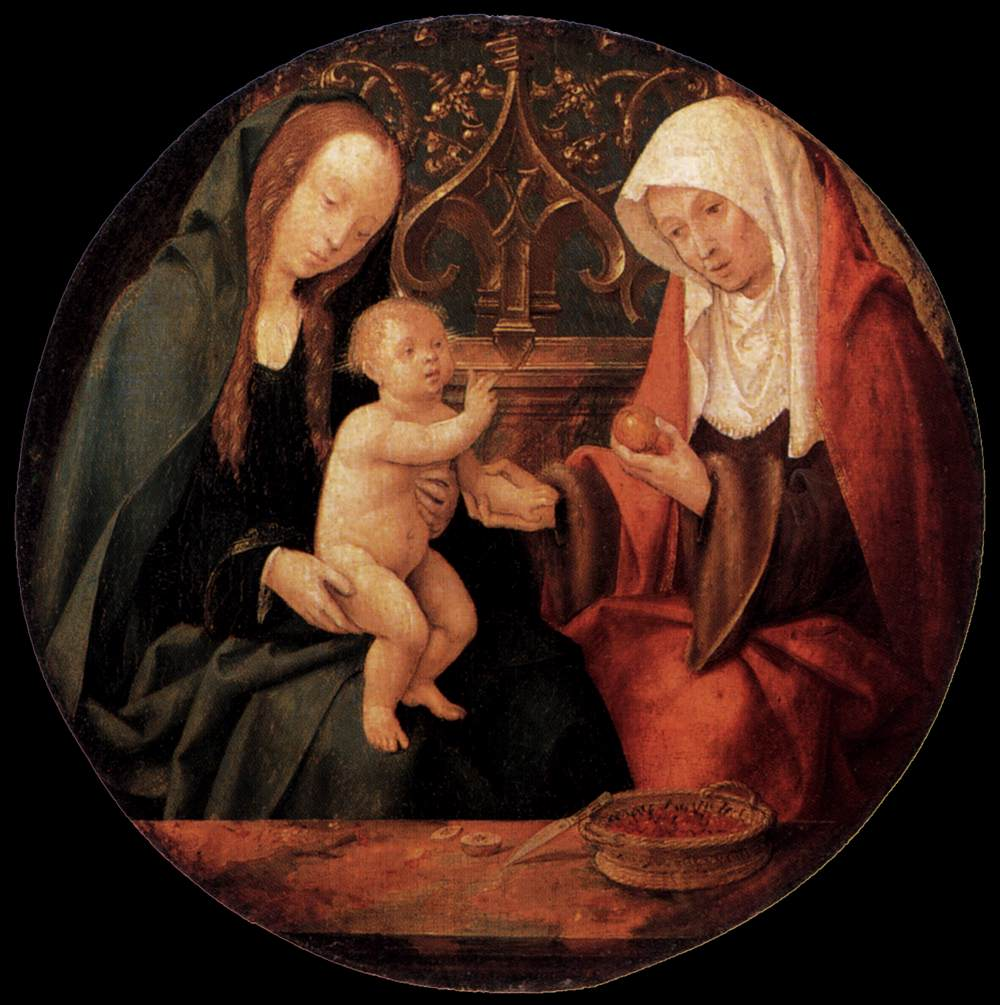
Мадонна с Младенцем и Святой Анной (приписывается). Ок. 1500. Дерево, масло. Берлинская картинная галерея
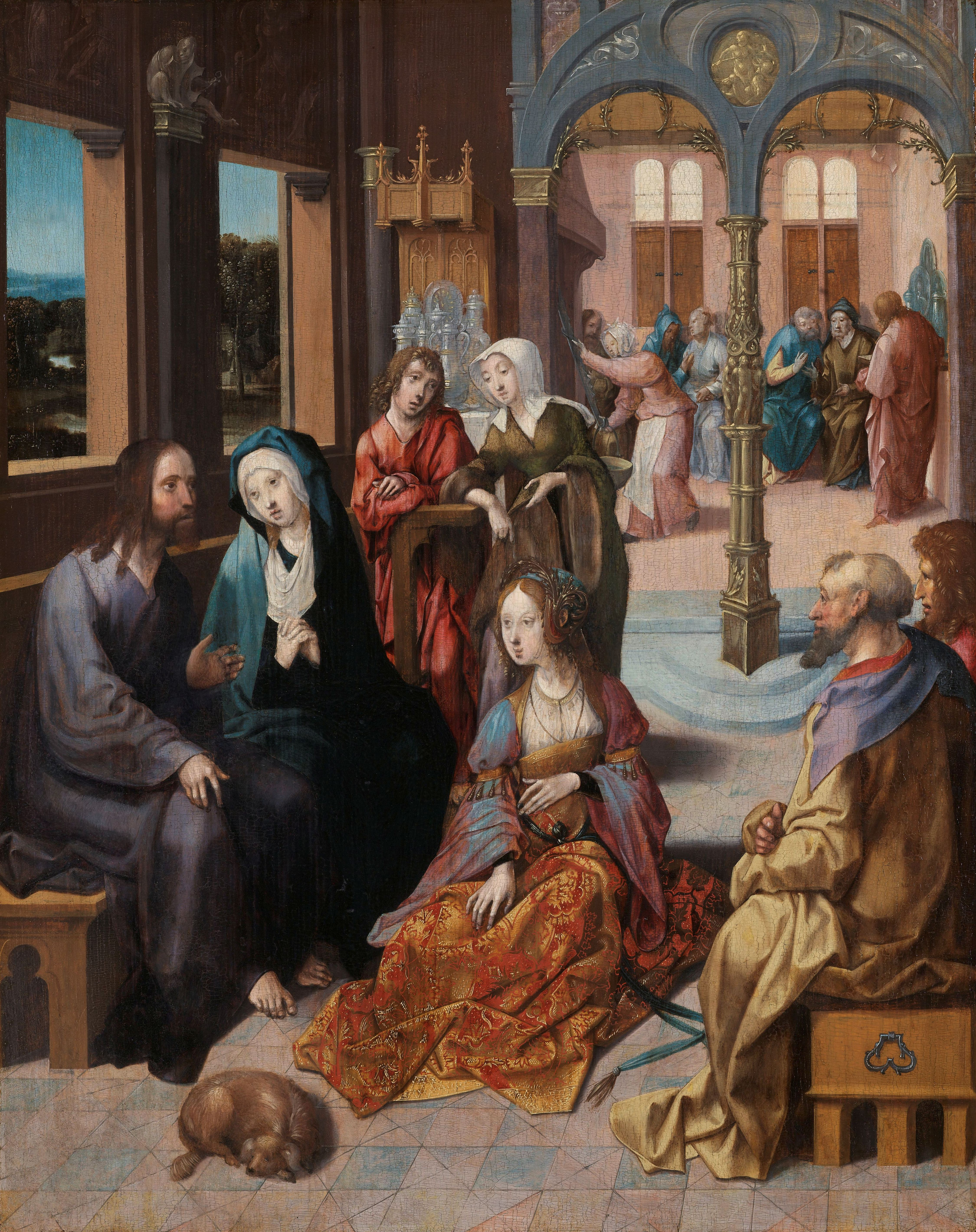
Христос в доме Марфы и Марии. Между 1515 и 1520. Дерево, масло. Рейксмюсеум, Амстердам
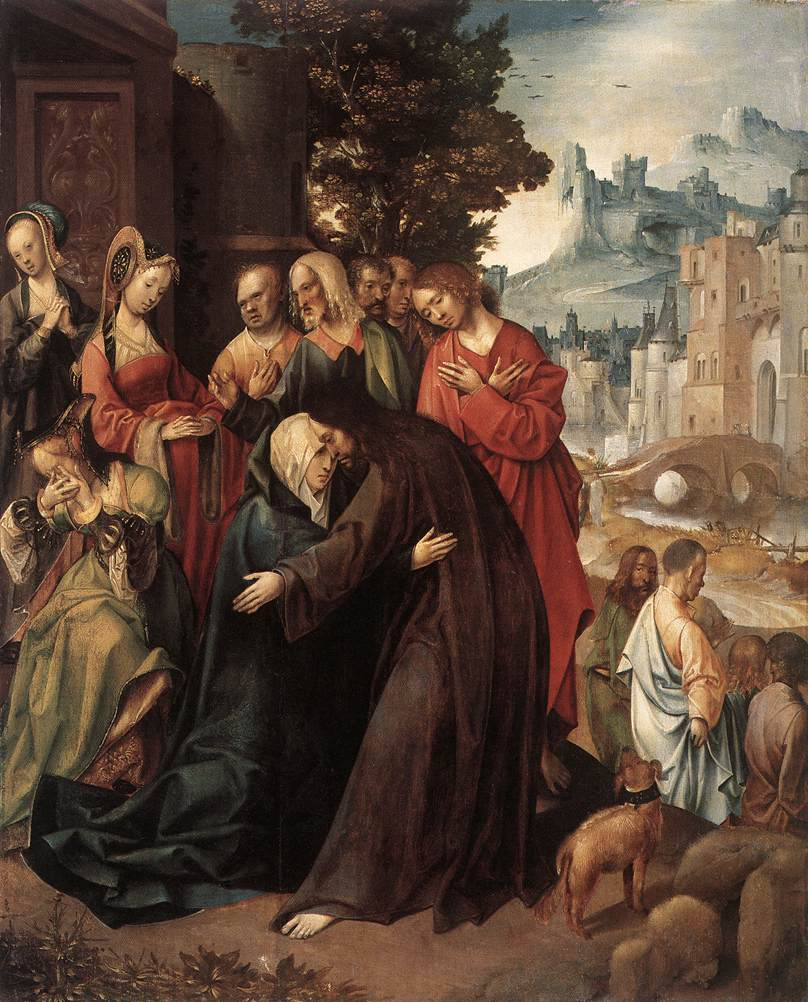
Христос прощается с Матерью. Между 1515 и 1520. Дерево, масло. Рейксмюсеум, Амстердам